# Foster (Oklahoma)
Foster es un pueblo ubicado en el condado de Garvin en el estado estadounidense de Oklahoma. En el año 2010 tenía una población de 	161 habitantes y una densidad poblacional de 3,88 personas por km².

## Geografía
Foster se encuentra ubicado en las coordenadas 34°36′59″N 97°29′21″O / 34.61639, -97.48917 (34.6164698, -97.4891933). Según la Oficina del Censo de los Estados Unidos, Foster tiene una superficie total de 16,033 mi² (41,5 km²), de la cual 15,95 mi² (41,3 km²) corresponden a tierra firme y 0,083 mi² (0,2 km²) es agua.